# Axel Linvald
Axel Steffensen Linvald, född 28 januari 1886, död 31 oktober 1965, var en dansk historiker och arkivman.
Linvald blev 1912 2:e arkivarie i Rigsarkivet, 1923 staden Köpenhamns Raadstuearkivar. Han var riksarkivarie 1934-56. Linvalds främsta arbeten är Københavns Brandforsikring (1913). Struense og den danske Centraladministration (1921), Kronprins Frederik og hans Regering 1797-1807), Bistrup. Byens Gods (1932) och Dansk Arkivvæsen (1933). Linvald var medutgivare av Det danske Folks Historie 1-8 (1926-29) och från 1932 redaktör av Historisk Tidsskrift.

## Utmärkelser
- Dannebrogsmännens hederstecken,  1939[1]
- Kommendör av Dannebrogorden,  1948[1]
- Hedersdoktor vid Århus universitet,  1954[1]

[Redigera Wikidata]